# Саврасов, Евгений Владимирович
Саврасов Евгений Владимирович (20 июня 1940, Большая Джалга, Ставропольский край, СССР — 31 августа 2017, Ставрополь, Россия) — советский и российский живописец, график, скульптор, керамист, педагог, заслуженный работник культуры РФ.

## Биография
Родился 20 июня 1940 года в селе Большая Джалга Ипатовского района Ставропольского края. С 1958 по 1959 год работал помощником художника в декорационных мастерских Ставропольского краевого драматического театра им. М. Ю. Лермонтова.
В 1959 году поступил на живописно-педагогическое отделение Ростовского художественного училища им. М. Б. Грекова. Здесь влияние на его творчество оказал преподаватель училища художник Т. Ф. Теряев, воспитанный на декоративной манере А. Матисса .В 1962 году на одной из своих первых выставок — групповой выставке студентов РХУ им. М. Б. Грекова в Доме Офицеров г. Ростова-на-Дону — художник представил свои линогравюры.
В 1964 году окончил училище и вернулся в Ставрополь. В августе того же года в городе была организована детская художественная школа (ДХШ), где Саврасов стал одним из первых преподавателей.
В этот период Е. Саврасов работал в графике (линогравюра, монотипия, смешанные техники) и живописи (оргалит и ДВП; масло и технические эмали), создавал скульптурные инсталляции.
В октябре 1965 состоялась совместная выставка Е. Саврасова и А. Соколенко в Ставропольском краевом музее изобразительных искусств. В том же году художник принял участие в зональной выставке «Советский Юг» (г. Ростов-на-Дону; выставлялся линогравюрами). В 1967 году участвовал во Всесоюзной молодежной выставке графики (г. Москва; представил три линогравюры).
В 1970 году провел персональную выставку работ в мастерской художника Е. Ф. Биценко (г. Ставрополь).
Как преподаватель ДХШ помимо специальных дисциплин вел курс керамики и декоративной композиции. В конце 1970-х годов начал работу над созданием авторской методики преподавания «Элементы художественного конструирования и первоосновы дизайна в ДХШ».
В 1980-е годы состоялись персональные выставки живописных и графических работ: в редакции газеты «Ставропольская правда» (1984, г. Ставрополь) и в первой в крае частной арт-галерее «Академическая галерея» (1987, г. Пятигорск).
Во второй половине 1980-х годов возобновил работы в инсталляции (арт- объекты).
В 1990 году Саврасов пробовал себя в качестве книжного графика: создавал иллюстрации и оформление к фантастическому роману-антиутопии Е. И. Замятина «Мы» (Ставрополь: Ставропольское книжное издательство, 1990 г. Тираж: 50000 экз.).
В 1993 вступил в Союз художников РФ. В 1994 году стал членом Профессионального творческого Союза художников и графиков России при Международной федерации художников ЮНЕСКО.
В 1994 году продемонстрировал свои графические работы и методику «Элементы художественного конструирования и первоосновы дизайна в ДХШ» на московских выставках: «Детские художественные центры России». Методика Саврасова получила высокую экспертную оценку специалистов в области дизайна, изобразительного искусства, скульптуры, архитектуры, например, архитектора, создателя и руководителя детской архитектурной студии ЭДАС  В. И. Кирпичёва, а также искусствоведа, историка искусства и художественного критика А. М. Кантора.
В июле 1995 года состоялась групповая выставка-презентация Ставропольского отделения Профессионально-творческого Союза художников и графиков в Ставропольском краевом музее изобразительных искусств, где Саврасов представил восемь работ: живопись, графика, объекты). В сентябре он стал лауреатом II Международного фестиваля современного искусства в Сочи, где показал пять работ. В том же году с живописными и графическими работами принял участие в выставке «Современное искусство Северного Кавказа 1985—1995» (г. Майкоп; Северо-Кавказский филиал Государственного музея искусства народов Востока).
В 1996 году состоялась персональная ретроспективная выставка в Ставропольском краевом музее изобразительных искусств к 35-летию творческой и педагогической деятельности художника.
В 1999 году стал лауреатом IV Фестиваля современного изобразительного искусства, проходившем в Краснодаре, в номинации «Традиции и современность» (представил живопись, графику, керамику, арт-объекты инсталляции).
Участвовал в выставках, организованных ставропольским творческим объединением «Парадигма»: «Тенденции» (1999) и «Художник в типографии» (2000).
В 2000 году принял участие в региональном фестивале «Молодые художники Северного Кавказа. Учителя — ученики» (Золотой диплом «Учитель») и (г. Ставрополь) и региональной выставке-акции «Мастера изобразительного искусства Северного Кавказа — защитникам Отечества», посвященной 55-летию Победы в Великой Отечественной войне. В 2004 году участвовал во Всероссийской выставке «Современная пейзажная живопись. Зеленый шум» (г. Плес, Ивановская область).
В 2005 году Евгению Владимировичу было присвоено звание «Заслуженный работник культуры Российской Федерации».
В 2010 году принял участие в выставке «Суровый стиль», проходившей в музее современного искусства «Эрарта» (г. Санкт-Петербург). В настоящее время в фондах музея хранится более 20 живописных работ и скульптурных произведений Е. В. Саврасова.
В 2010 году в Ставропольском краевом музее изобразительных искусств состоялась персональная ретроспективная выставка «Человек города. Евгений Саврасов», посвященная 70-летию со дня рождения художника.
В 2013 году в том же музее прошла еще одна персональная выставка Саврасова — «Дневники. Предчувствия».
25 августа 2017 года в Ставропольском краевом музее изобразительных искусств открылась выставка «Легенды ставропольского искусства: Часть вторая: Алексей Соколенко, Евгений Саврасов».
Через несколько дней, 31 августа 2017 года Евгений Владимирович скончался в возрасте 77 лет.

## Творчество
После окончания училища Саврасов сменил академическую реалистичную манеру письма на более упрощенную, декоративную живопись. Как он сам говорил, конструктивное отношение формы и цвета гораздо важнее точного копирования.
Для своих работ использовал грубый холст, оргалит, по которым писал промышленными эмалевыми красками. Для скульптур использовал камень и керамику. Основой его творчества были упрощенные формы, на первый план Евгений Саврасов выводил цвет. Свой художественный язык автор называл языком романтического реализма. Творчество Саврасова было новаторским, радикальным и зачастую не воспринимаясь широкой публикой. Долгое время его работы не брали на выставки, они были названы «оскорбительным явлением», а их автор обвинен в «неверных идейно-эстетических позициях».
Работы художника находятся в фондах Музея современного искусства Эрарта (г. Санкт-Петербург), Ростовского областного музея изобразительных искусств (г. Ростов-на-Дону). Наиболее полное собрание (живопись, графика, скульптура, керамика, арт-объекты) хранится в Ставропольском краевом музее изобразительных искусств (г. Ставрополь). Также работы хранятся в частных коллекциях.